# Chgrp
El comando chgrp permite cambiar el grupo de usuarios  de un archivo o directorio en sistemas tipo UNIX.
Cada archivo de Unix tiene un identificador de usuario (UID) y un identificador de grupo (GID), que se corresponden con el usuario y el grupo de quien lo creó.
El usuario root puede cambiar a cualquier archivo el grupo. Los demás usuarios solo pueden hacerlo con los archivos propios y grupos a los que pertenezca.
Sintaxis:
```
$
 
chgrp
 
nuevogrp
 
archivo1
 
[
 
archivo2
 
archivo3...
]

```

Cambia el grupo de archivo1 archivo2, etc. que pasará a ser nuevogrp
```
$
 
chgrp
 
-R
 
nuevogrp
 
directorio

```

Cambia el grupo para que pase a ser nuevogrp a directorio, todos los archivos y subdirectorios contenidos en él, cambiándolos también de forma recursiva en todos archivos de los subdirectorios.

## Ejemplos
Si un archivo tiene estos propietarios:
```
$
 
ls
 
-l
 
/etc/hosts
-rw-r--r--
  
1
 
root
 
root
 
1013
 
Oct
  
3
 
13
:11
 
/etc/hosts

```

... y se ejecuta:
```
chgrp
 
admin
 
/etc/hosts

```

... el nuevo grupo propietario del archivo sería admin, tal y como se muestra:
```
$
 
ls
 
-l
 
/etc/hosts
-rw-r--r--
  
1
 
root
 
admin
 
1013
 
Oct
  
3
 
13
:11
 
/etc/hosts

```

Otro ejemplo:
```
$
 
chgrp
 
audio
 
*

```

...cambia el grupo a todos los archivos y directorios del directorio actual. Todos pasarán a pertenecer al grupo audio.
```
$
 
chgrp
 
-R
 
audio
 
*

```

... además entraría en todos los subdirectorios descendientes y cambiaría el grupo a todos los archivos y directorios que hubiera.